# دن کیشوت (فیلم ۱۹۲۳)
دن کیشوت (انگلیسی: Don Quixote) فیلمی به کارگردانی موریس الوی است که در سال ۱۹۲۳ منتشر شد.